# Fred Pfeffer
Nathaniel Frederick  Pfeffer (17 de março de 1860 – 10 de abril de 1932), apelidado de "Dandelion" e "Fritz", foi um jogador de beisebol que atuou como segunda base da Major League Baseball entre 1882 e 1897. Seu último jogo foi em 14 de junho de 1897. Durante sua carreira jogou pelo Troy Trojans (1882), Chicago White Stockings (1883–1889), Chicago Pirates (1890), Chicago Colts (1891, 1896–1897), Louisville Colonels (1892–1895) e New York Giants (1896).
Pfeffer foi um dos últimos campistas a não usar luvas no beisebol e foi o primeiro jogador a frustar um roubo de bases duplo pegando uma bola arremessada pelo catcher na segunda base e arremessando de volta ao home plate. Conhecido por ser um organizador entre os jogadores, Pfeffer foi ativo na fundação da Players' League em 1890 e esteve envolvido na tentativa de restabelecer a Associação Americana em 1894. Foi técnico no beisebol colegial e nas ligas menores do beisebol e após sua aposentadoria no esporte teve sucesso como empresário de bares em Chicago até a implantação da lei seca.